# (4537) Валгрирасп
(4537) Валгрирасп (лат. Valgrirasp) — типичный астероид главного пояса, открыт 2 сентября 1987 года советским астрономом Людмилой Черных в Крымской астрофизической обсерватории и 1 сентября 1993 года назван в честь советского и российского писателя Валентина Распутина.

## Обнаружение и именование
(4537) Валгрирасп
Открыт 2 сентября 1987 года в Научном Л. И. Черных.
Назван в честь советского писателя Валентина Григорьевича Распутина.
Оригинальный текст (англ.)4537 Valgrirasp
Discovered 1987-09-02 by Chernykh, L. I. at Nauchnyj.
Named in honor of the Soviet writer Valentin Grigorjevich Rasputin.
Источники: DISCOVERY.DB; M.P.C. 22502.

## Орбита

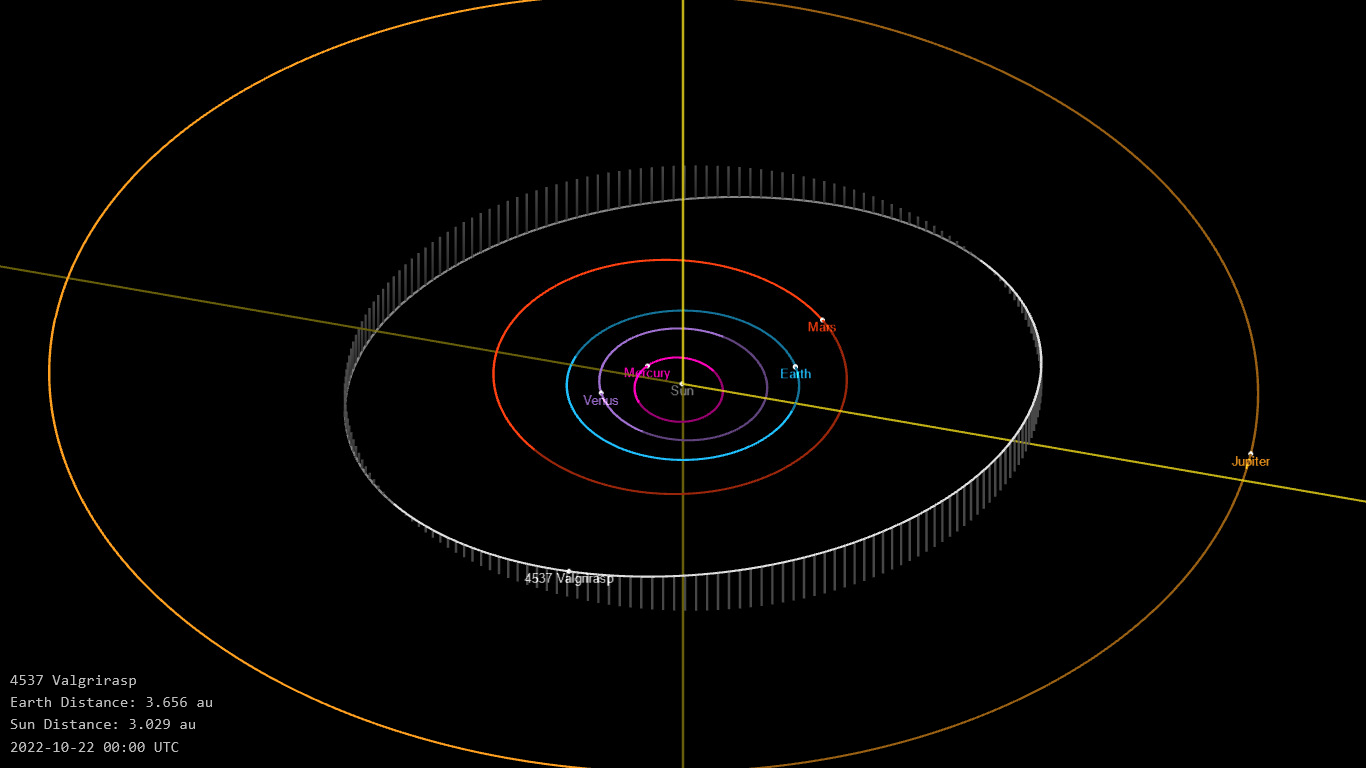
Орбита астероида Валгрирасп и его положение в Солнечной системе

## Физические характеристики
Астероид относится к таксономическому классу C.
По результатам наблюдений в видимом и ближнем инфракрасном диапазоне космического телескопа NEOWISE и наблюдений в инфракрасном диапазоне спутника Akari диаметр астероида сначала оценивался равным 15,409±0,204 км или 20,50±1,14 км, позже — 17,94±5,73 км, 14,364±0,193 км. Согласно тем же источникам альбедо оценивается как 0,2064±0,0370, 0,069±0,010, 0,10±0,07 и 0,236±0,016.